# Fenilpropanolamin
Fenilpropanolamin (PPA, Accutrim) je stereoizomer norefedrina i norpseudoefedrina. On je psihoaktivni lek iz fenetilaminske i amfetaminske hemijske klase koji se koristi kao stimulans, dekongestiv, i anoreksik. On se koristi kao lek na recepat, i kao preparat za kašalj i prehladu koji je dostupan na slobodno. U veterini, on se koristi za kontrolu urinarne inkontinencije kod pasa (Propalin i Proin).
U Sjedinjenim Državama, PPA više nije u prodaji jer je utvrđeno da povećava rizik od srčanog udara kod mladih žena. U nekoliko evropskih zemalja on je još uvek dostupan. U Kanadi je ovaj lek povučen sa tržišta 2001. U Indiji je zabranjena ljudska upotreba PPA-a 2011.
| Metabolički putevi metamfetamina 4-Hidroksimetamfetamin 4-Hidroksifenilaceton Fenilaceton Benzojeva kiselina Hipurinska kiselina Amfetamin Norefedrin 4-Hidroksiamfetamin 4-Hidroksinorefedrin |

## Spoljašnje veze
- Phenylpropanolamine Information Page at www.FDA.gov
- Doubt Is Their Product by David Michaels, Scientific American, June 2005